# Когалитобек
Когалитобе́к (каз. Қоғалытүбек) — село у складі Теректинського району Західноказахстанської області Казахстану. Входить до складу Шагатайського сільського округу.
У радянські часи село називалось Кугалтобек.
Населення — 298 осіб (2021; 394 у 2009, 494 у 1999, 433 у 1989).